# Sân bay Khajuraho
Sân bay Khajuraho (IATA: HJR, ICAO: VAKJ) là một sân bay ở Khajuraho, bang Madhya Pradesh, Ấn Độ.

## Kế hoạch sân bay quốc tế
Đang có nhiều hạng mục của sân bay này được xây để nâng cấp thành sân bay quốc tế. Sân bay quốc tế sẽ vận hành vào cuối năm 2008 với các tuyến bay với Trung Đông, Singapore và Bangkok.

## Các hãng hàng không và các tuyến điểm
- Indian Airlines (Varanasi, Delhi, Agra)
- Jet Airways (Varanasi, Delhi, Mumbai)
- Jet Lite (Bhopal, Indore, Delhi)
- Kingfisher Airlines (Bhopal, Allahabad, Indore, Mumbai, Delhi)